# Maria Vitória de Saboia (1690–1766)
Maria Vitória de Saboia (Maria Vitória Francisca; Turim, 10 de fevereiro de 1690 – Paris, 8 de julho de 1766) foi uma filha legitimada do rei Vítor Amadeu II da Sardenha.

## Biografia
Maria Vitória Francisca de Saboia era filha de Vítor Amadeu II da Sardenha e sua amante, Jeanne Baptiste d'Albert de Luynes. Nascida em Turim em 9 de fevereiro de 1690, quando seu pai reinava como Duque de Saboia, o romance de seus pais começara no início de 1689. Sua mãe era uma aristocrata, filha do rico Duque de Luynes e inicialmente procurou evitar ser amante de Vítor Amadeu. Mas a ambição levou a família do marido e até a esposa do duque, Ana Maria de Orleães, a encorajar a ligação.
Em 7 de novembro de 1714 casou-se com Vítor Amadeu I, Príncipe de Carignano, membro de um ramo cadete da Casa de Saboia, com quem teve cinco filhos.
Seu pai mostrou afeição por seu marido, mas acabou privando-o, em 1717, de sua renda de 400.000 libras anuais por causa de gastos excessivos. Foi então que Maria Vitória e o marido se mudaram para a França, no final de 1718, se estabelecendo no Hôtel de Soissons, residência francesa da família de seu marido.
Seu marido morreu no Hôtel de Soissons em abril de 1740, endividado. Maria Vitória conseguiu casar com sucesso sua única filha sobrevivente, a princesa Ana Teresa de Saboia, com o viúvo Carlos de Rohan, Príncipe de Soubise. Ana Teresa teve um filha; Vitória de Rohan, que se tornaria a governanta da princesa Maria Teresa Carlota de França, filha do rei Luís XVI.
Maria Vitória de Saboia morreu em Paris em 8 de julho de 1766, aos 76 anos. Ela era a avó paterna de Maria Luísa, Princesa de Lamballe, trágica amiga da rainha Maria Antonieta.

## Descendência
- José Vítor Amadeu (1716 – 1716)
- Ana Teresa de Saboia (1717–1745), casou-se em 1741 com Carlos de Rohan, Príncipe de Soubise (1715–1787)
- Luís Vítor de Saboia (1717–1778), Príncipe de Carignano, casou-se com Cristina de Hesse-Rotemburgo, com descendência.
- Vítor Amadeu (1722, morreu jovem)
- uma filha, nascida em 1729